# سیارک ۹۱۴۲۲
سیارک ۹۱۴۲۲ (به انگلیسی: 91422 Giraudon، نامگذاری:1999OH) نود و یک هزار و چهارصد و بیست و دومین سیارک کشف شده‌است که در ۱۶ ژوئیه ۱۹۹۹ کشف شد.